# وزغ رودخانه کلرادو
وزغ رودخانهٔ کلرادو یا وزغ بیابان سونورا (نام علمی: Incilius alvarius) نام یک گونه از تیره وزغ‌های راستین است. زهرابهٔ تراوه‌مانند غدد پوستی این جانور حاوی بوفاتینین و ۵-ام‌ئی‌او-دی‌ام‌تی است.